# Будатин (Гомельський район)
Будатин (біл. Будацін) — селище в Улуковській сільраді Гомельського району Гомельської області Білорусі.
На півночі межує з лісом.

## Географія

### Розташування
У 3 км на схід від Гомеля.

## Транспортна мережа
Автодорога пов'язує селище з Гомелем. Планування складається з майже прямолінійною вулицею, орієнтованої з південного заходу на північний схід. Забудова двостороння, садибного типу.

## Населення

### Чисельність
- 2004 — 42 господарства, 86 жителів.